# 유성 치 치측 마찰음
유성 치 치측 마찰음(有聲齒齒側摩擦音)은 자음의 하나로 이에서 조음되는 유성 치측 마찰음이다.

## 발음의 예
- 티베트어: ཛ, ཟ에서 이 소리가 난다.